# Fouchères (Aube)
Cet article possède un paronyme, voir Fougères.
Pour les articles homonymes, voir Fouchères.
Fouchères (anciennement Aqueranna, Agueranda, Aerondes, Hérande, Fulcheriae, Fulcherie, Foucherie, Fulgerii, Fulcheriensis, Fulcheriarum, Fouchieres, Foucherre) est une commune française située dans le département de l'Aube, en région Grand Est. Elle est traversée par la Seine.

## Toponymie
« Hérandes à Fouchères (Aube), une graphie dégénérée Aqueranna, suivie d'une autre, Agueranda 1, dans laquelle q s'est sonorisé en g. Cet élément guttural devait ensuite se résoudre en w, puis en v (cf. Guiardus, Wiardus, Viardus dans les originaux). L'évolution se poursuivant, le v intervocalique s'effaçait à son tour en donnant lieu à une forme transitoire Aerendes, dans laquelle l'e contrefinal devait bientôt perdre son timbre (cf. le français moderne gaiement, prononcé gaîment), d'où la forme définitive Arandes. L's final est à maintenir, car il appartient à une forme locative, le de Avherendis de 1185. »

## Géographie
Fouchères est située en Champagne humide. La Champagne humide est une macro-région naturelle de Champagne-Ardenne. Elle s’étend en arc de cercle de l'Argonne au nord au Pays d'Othe au sud, entre la Champagne crayeuse à l'ouest et la Côte de Champagne (Barrois lorrain, Vallage et Barrois champenois) à l'est.
Cette vaste dépression recouverte d’alluvions et parsemée de très nombreux plans d'eau comprend le Chaourçois, le Briennois, le Pays du Der et le Perthois.
Les lacs et étangs de la Champagne humide sont classés par la convention de Ramsar depuis le 8 avril 1991. La superficie désignée de 255 800 ha. en fait le plus grand site français métropolitain de zones humides classées Ramsar : Parc naturel régional de la Forêt d'Orient, Lacs Amance et du Temple, Lac du Der-Chantecoq...
Outre son patrimoine naturel, cette région est connue pour son architecture traditionnelle à pans de bois.

Fouchères fut longtemps à la frontière entre les provinces de Champagne et de Bourgogne.
|         | Chauffour-lès-Bailly |                |
| Chappes | Fouchères            | Courtenot      |
|         | Jully-sur-Sarce      | Virey-sous-Bar |

### Hydrographie
La commune est dans la région hydrographique « la Seine de sa source au confluent de l'Oise (exclu) » au sein du bassin Seine-Normandie. Elle est drainée par la Seine, le ru Bidan et un bras de la Seine,.
La Seine, un fleuve long de 775 km, coule dans le Bassin parisien et notamment dans le département de l’Aube en le traversant du sud-est au nord-ouest. Elle irrigue la commune dans sa partie centrale.

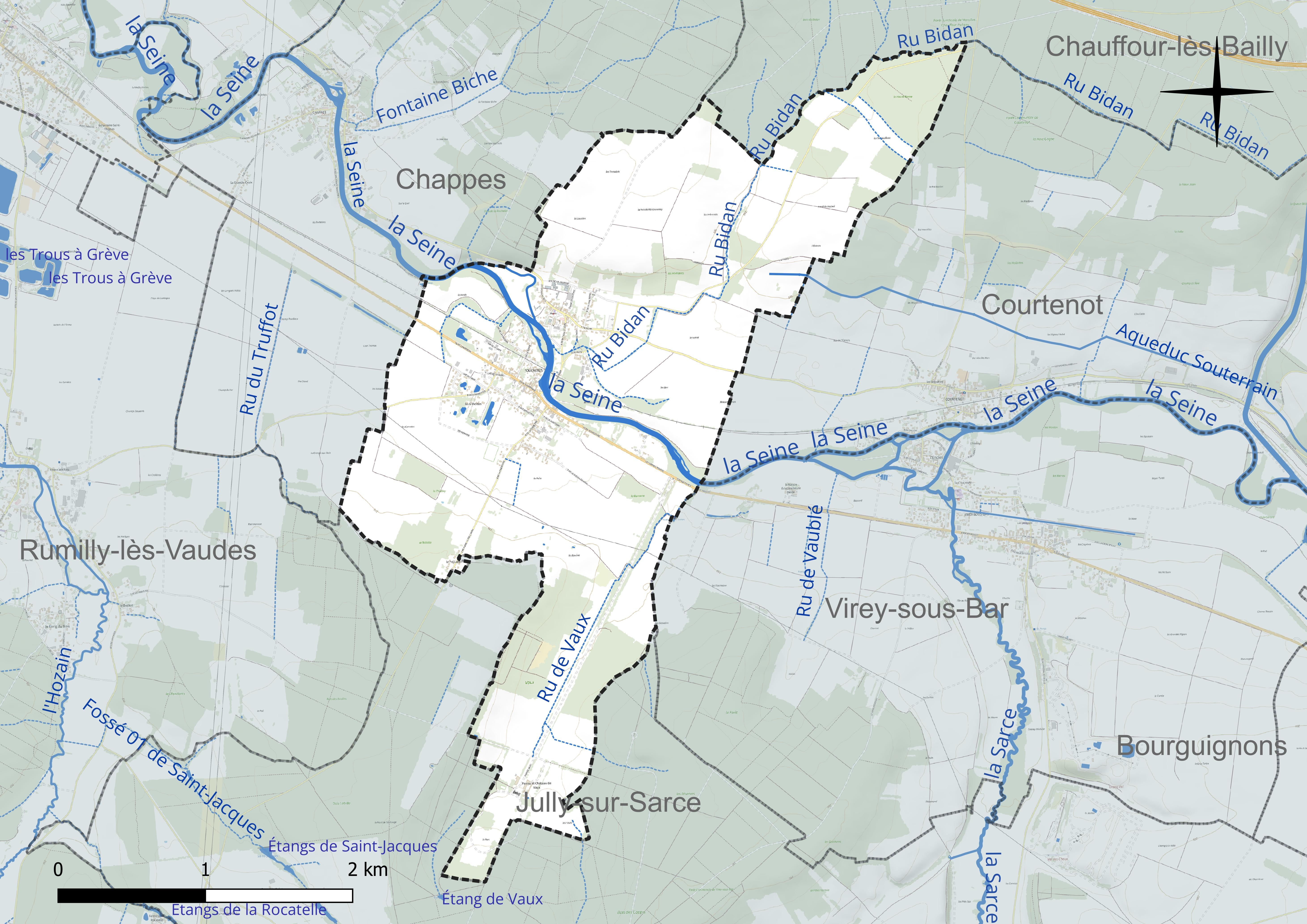
Réseau hydrographique de Fouchères.

### Climat
Pour des articles plus généraux, voir Climat du Grand Est et Climat de l'Aube.
En 2010, le climat de la commune est de type climat océanique dégradé des plaines du Centre et du Nord, selon une étude du Centre national de la recherche scientifique s'appuyant sur une série de données couvrant la période 1971-2000. En 2020, Météo-France publie une typologie des climats de la France métropolitaine dans laquelle la commune est exposée à un climat océanique altéré et est dans la région climatique Lorraine, plateau de Langres, Morvan, caractérisée par un hiver rude (1,5 °C), des vents modérés et des brouillards fréquents en automne et hiver.
Pour la période 1971-2000, la température annuelle moyenne est de 10,6 °C, avec une amplitude thermique annuelle de 15,9 °C. Le cumul annuel moyen de précipitations est de 747 mm, avec 12,3 jours de précipitations en janvier et 8 jours en juillet. Pour la période 1991-2020, la température moyenne annuelle observée sur la station météorologique de Météo-France la plus proche, « Celles-sur-ource », sur la commune de Celles-sur-Ource à 13 km à vol d'oiseau, est de 11,4 °C et le cumul annuel moyen de précipitations est de 747,2 mm. 
La température maximale relevée sur cette station est de 40,6 °C, atteinte le 25 juillet 2019 ; la température minimale est de −15 °C, atteinte le 1er mars 2005,,.
Les paramètres climatiques de la commune ont été estimés pour le milieu du siècle (2041-2070) selon différents scénarios d'émission de gaz à effet de serre à partir des nouvelles projections climatiques de référence DRIAS-2020. Ils sont consultables sur un site dédié publié par Météo-France en novembre 2022.

## Urbanisme

### Typologie
Au 1er janvier 2024, Fouchères est catégorisée commune rurale à habitat dispersé, selon la nouvelle grille communale de densité à 7 niveaux définie par l'Insee en 2022.
Elle est située hors unité urbaine. Par ailleurs la commune fait partie de l'aire d'attraction de Troyes, dont elle est une commune de la couronne,. Cette aire, qui regroupe 209 communes, est catégorisée dans les aires de 200 000 à moins de 700 000 habitants,.

### Occupation des sols
L'occupation des sols de la commune, telle qu'elle ressort de la base de données européenne d’occupation biophysique des sols Corine Land Cover (CLC), est marquée par l'importance des territoires agricoles (74,9 % en 2018), en diminution par rapport à 1990 (76,4 %). La répartition détaillée en 2018 est la suivante : terres arables (53,4 %), forêts (17,3 %), prairies (12,4 %), zones agricoles hétérogènes (9,1 %), zones urbanisées (7,8 %), milieux à végétation arbustive et/ou herbacée (0,1 %). L'évolution de l’occupation des sols de la commune et de ses infrastructures peut être observée sur les différentes représentations cartographiques du territoire : la carte de Cassini (XVIIIe siècle), la carte d'état-major (1820-1866) et les cartes ou photos aériennes de l'IGN pour la période actuelle (1950 à aujourd'hui).

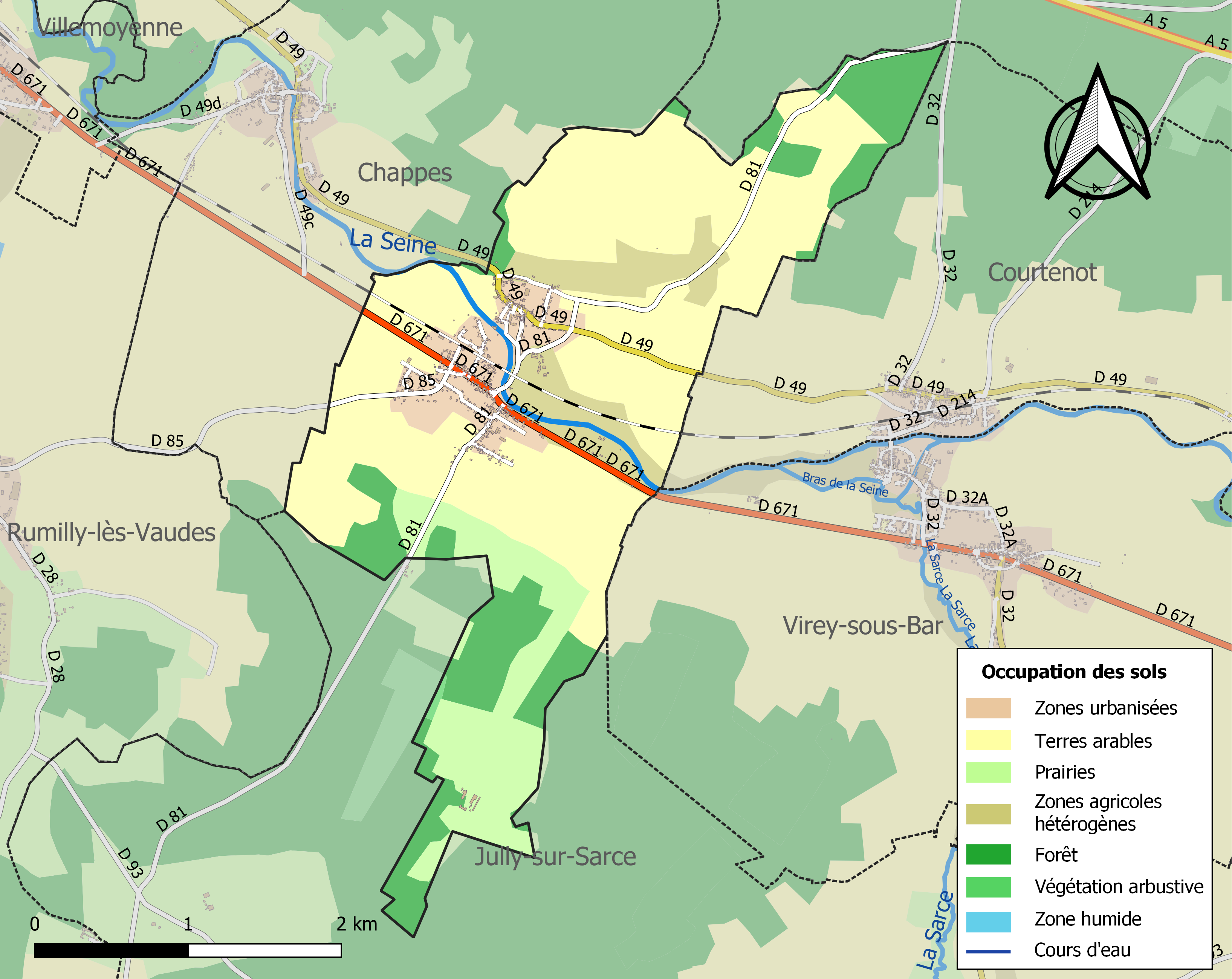
Carte des infrastructures et de l'occupation des sols de la commune en 2018 (CLC).

## Histoire

### Antiquité
Fouchères se situe au niveau de la frontière territoriale entre les peuples celtes Lingons et Tricasses. Son ancien nom, Hérande (Aguerande), atteste qu'il s'agissait d'un lieu frontière selon la langue celte. Le premier site avait été une paroisse jusqu'au XIIe siècle, peut-être la plus ancienne de la région. Une église aurait été construite sur le site de cet ancien lieu de peuplement, l'Ecclesia d'equaranda ou Ecclesia de Aquerannis(Aqueranna, Agueranda).

### Moyen Âge
Une première mention de Fouchères est faite à l'occasion d'une assemblée de nobles qui s'y serait déroulée entre 967 et 986 en présence de la comtesse Wille femme du comte Hugues le Noir.
L'église de Fouchères fut donnée vers 1097, à l'abbaye de Molesme, qui y établit un prieuré. En effet, Hugues de Vendeuvre en fit la cession ainsi que des biens qui y étaient attachés. Cette donation fut confirmée par Philippe, évêque de Troyes dans une charte de 1110.
Selon la tradition, saint Bernard de Clairvaux passa par Fouchères pour aller à Troyes. Il est dit que l'abbé vouait une dévotion toute particulière à la sainte Vierge, et c'est probablement parce qu'elle était singulièrement vénérée comme patronne du village qu'il s'était détourné de sa route. Durant ce détour le saint fît un miracle dans le village en rendant ses sens à un enfant sourd et muet de naissance. Ce sujet fut choisi comme fond de vitrail par Elion d'Amoncourt pour l'église.
Blanche, comtesse de Champagne figure parmi les bienfaiteurs du prieuré. En 1220, elle lui donne le droit de prendre du bois mort et vif dans les forêts de l'abbaye, à Rumilly-les-Vaudes.
Il est fait également mention dans les archives de l'abbaye de Molesme de l'existence d'un moulin à proximité du pont de Fouchères, le village étant déjà à cette époque séparé par la Seine.
Enfin, il est fait mention d'un sanctuaire ou d'une petite chapelle qui portait le nom de Belleville, Bella Villa, et qui était situé près du village. Son existence est signalée dans une charte de 1110 parmi les églises du diocèse que Philippe, évêque de Troyes, signale nominativement comme appartenant à l'abbaye de Molesme, et dont il lui confirme la possession. Cette possession sera ultérieurement confirmée par Hatton, successeur de Philippe à l'évêché de Troyes, en 1128. Il n'en reste rien aujourd'hui.
Il est fait mention du lieu-dit de Plaisance, de la commune de Fouchères et de la dépendance des Templiers au XIIIe siècle.
En 1250, elle fit un acte de paréage avec Thibaut IV, comte de Champagne.
Selon le folklore local, le Salve est sonné à Fouchères du 1er novembre au 1er avril.

Blason de la famille Molé.

Au XVe siècle, la seigneurie dépendrait de la famille Molé.

### Époque moderne

#### XVIesiècle

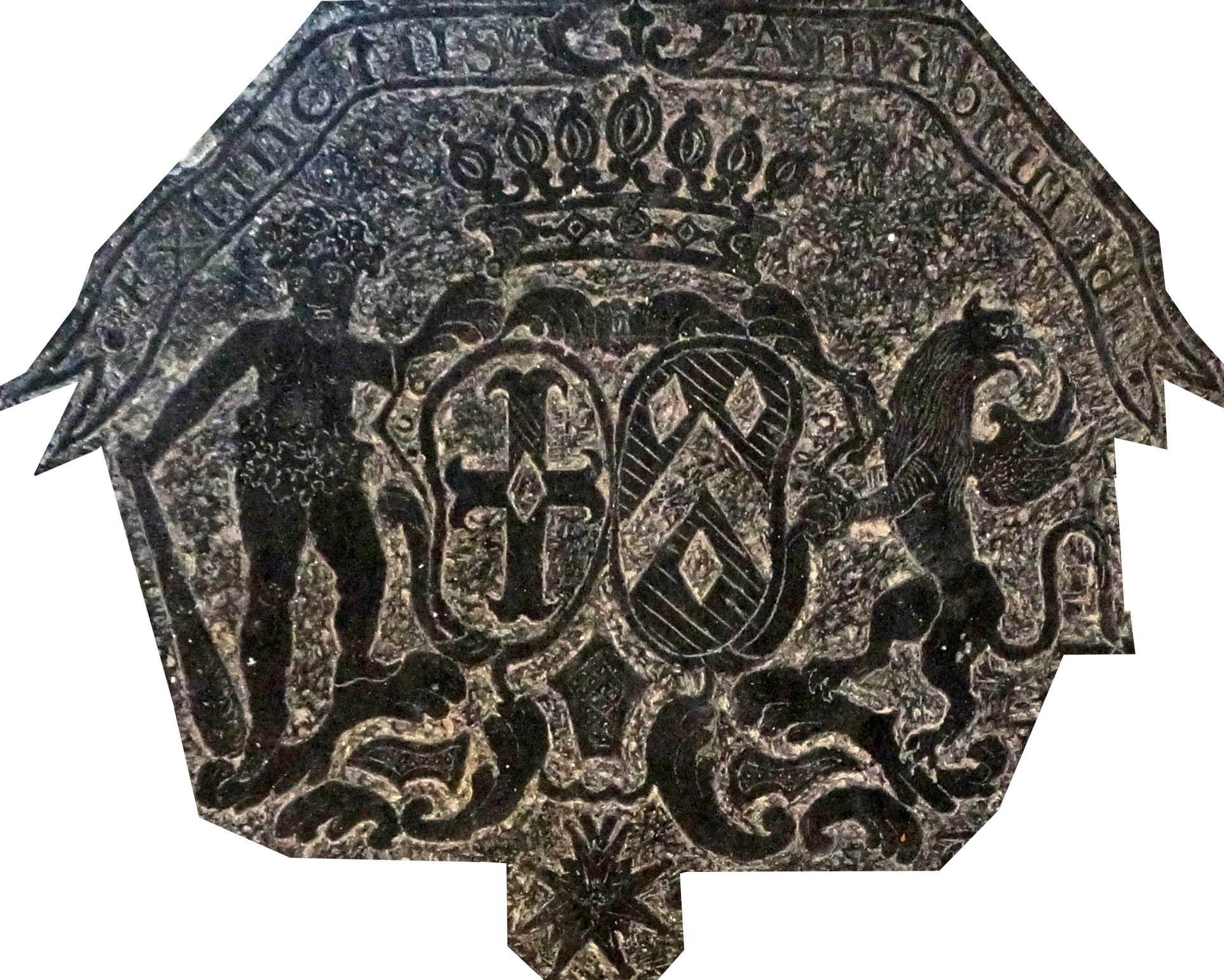
Blason de la famille d'Origny.

La famille d'Origny tiendrait la seigneurie de Fouchères,. Jean puis son fils Nicolas d'Origny seraient le seigneur du village,.
En 1517, les officiers municipaux de Troyes entreprirent de faciliter la navigabilité de la Seine jusqu'à Fouchères. Ils conclurent alors des accords avec le prieur d'alors, Guillaume Tabourel qui possédait les moulins et l'écluse du village. Cependant cette circulation fût de relative courte durée.

##### Elion d'Amoncourt

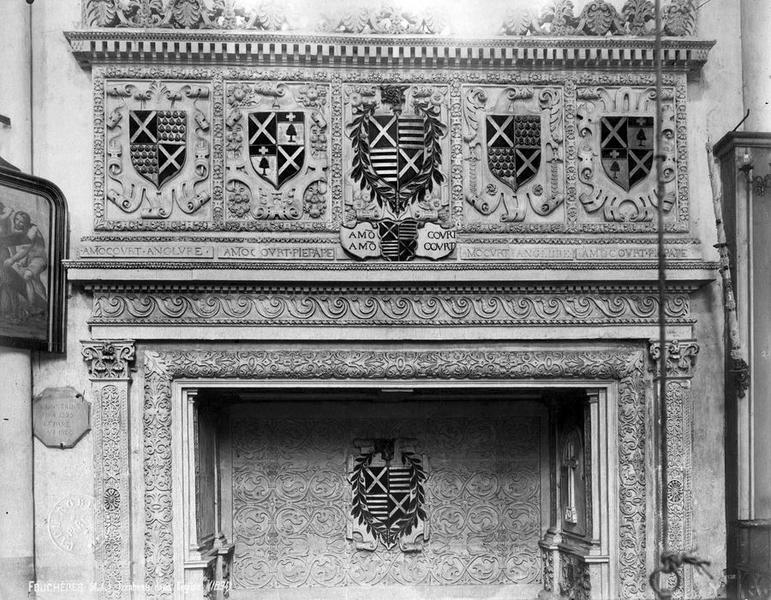
Enfeu et dalle funéraire d'Elion d'Amoncourt, vue générale.

Elion D'Amoncourt, abbé de Saint-Martin-ès-Aires à Troyes à partir du 25 mai 1572 fut également prieur de Fouchères. Il choisit d'y établir sa sépulture bien qu'il résidât à Troyes. Son tombeau est une œuvre d'art, dont on lit la description dans le Voyage archéologique d'Arnaud :

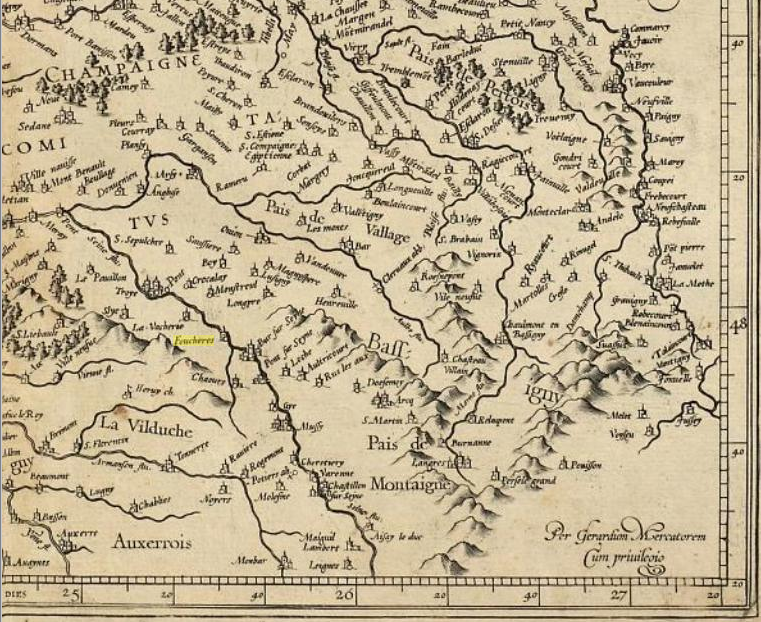
Fouchères sur la carte de G. Mercator en 1585.

Dans l'église Notre-Dame de Fouchères, à gauche du chœur, est « une large fenêtre ogivale divisée par un léger pilastre dorique qui soutient deux pleins-cintres, surmontés d'un cercle remplissant la partie supérieure de l'ogive. Un joli vitrail [...] décore cette fenêtre. On y a représenté la mort de la Vierge que l'on voit plus haut dans le cercle s'élancer vers le ciel, soutenue par des anges. La figure du donataire est peinte du côté gauche tournée vers l'Orient, suivant l'usage. Il est à genoux, les mains jointes devant un prie-Dieu, recouvert d'un tapis orné de son blason. Une chape très riche lui sert d'ornement, et il a la crosse d'or appuyée à l'épaule. Derrière lui est un religieux, saint Benoit, vêtu d'une robe noire et tenant une crosse de chaque main. Quel peut être le premier personnage? Le vitrail lui-même, que l'on fait parler dans une inscription mise au bas, va nous l'apprendre. Révérend Père en Dieu, frère Elion d'Amocourt, abbé des abbays de Saint-Martin de Troyes et de Boulecourt, prieur de ce lieu de Fouchères m'a fait ici poser et mettre 1575, priez Dieu pour les trespassez. »
Riche bénéficiaire, Elion employa ses revenus à bâtir, et passa sa vie à élever de somptueuses maisons et de magnifiques tombeaux. À Troyes, par ses soins, fut construit le corps du logis abbatial de Saint-Martin-ès-Aires, et c'est dans une des pièces principales de ce bâtiment qu'était une riche cheminée décorée de son écusson peint et chargé de dorures aujourd'hui disparue. À Boulancourt, il s'était fait élever dans l'église du couvent un superbe tombeau qui ne devait pas recevoir sa cendre. À Fouchères, il avait ajouté deux grandes salles à son prieuré, avec des cheminées sculptées. Enfin, il avait confié au marbre, à la pierre, au verre fragile, le soin de conserver son blason, sa figure et son nom. Dans un âge avancé, il s'était retiré à Fouchères, qu'il préférait à ses deux riches abbayes ; il y venait chercher le repos et la paix. Elion mourut en 1582 d'après le Cartulaire de Poulancourt ; en 1587, d'après le Gallia Christiana, c'est cette dernière date qui est inscrite sur sa pierre sépulcrale.

#### XVIIesiècle

##### Famille d'Aubeterre et le comté de Vaux/Jully/d'Aubeterre

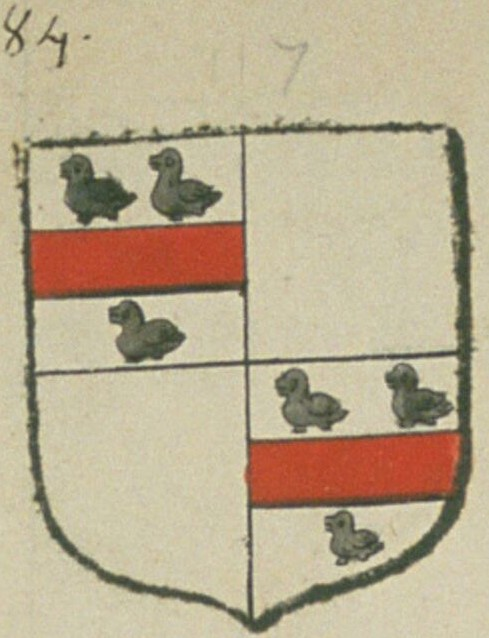
Blason des comtes d'Aubeterre

La famille d'Aubeterre descendrait de François d'Aubeterre, seigneur et baron de Saint-Seine-sur-Vigeanne en 1549. Jean II d’Aubeterre acheta à la fin du XVIe siècle les seigneuries de Fouchères et de Vaux, était le fils de Pierre d’Aubeterre, négociant à Troyes, et de Jeannette de Mesgrigny, fille d’un président au bailliage de la ville. Dans les années 1630, Jean d’Aubeterre, l’un de ses successeurs, habite à Vaux une maison seigneuriale fermée de murailles et de fossés. C’est dans cette demeure, dont un acte de 1680 signale le très mauvais état, que meurt en 1693 son fils Jean-Baptiste.
Jacques d’Aubeterre qui hérite alors du domaine, est chevalier, seigneur d'Aubeterre, Vaux, Fouchères, Les Bordes, Vougrey, Lantages, Bragelonne. Il fut baptisé à Fouchères le 13 octobre 1662. Il est également capitaine de cavalerie au Régiment de Montpéroux et beau-frère de Joseph-Antoine Hennequin, ancien ambassadeur à Venise. Dès sa prise de possession, il s'empressa de remplir ses devoirs de vassal et passa, le 13 mars 1694, un contrat d'inféodation de sa terre de Vaux, devant notaires au Châtelet de Paris, au profit de César-Auguste de Choiseul, pair de France, seigneur baron de Jully-le-Chatel.
Le 23 août 1707, il fit l'acquisition de la baronnie de Jully-le-Châtel au prix de 72 000 livres. Cette terre considérable avait été saisie sur la succession du duc de Choiseul et mise en adjudication.
Au mois de mai 1715, le Roi, par lettres patentes en forme de chartes « scellées « en lacs de soie rouge et verte du grand sceau de cire verte » prononça l'union de la terre de Vaux à celle de Jully-le-Chatel et l'érection de cette même terre et seigneurie en titre et dignité de comté sous la dénomination de Jully-le-Chatel. Quoique officiellement comte de Jully-le-Chatel, Jacques d'Aubeterre, comme ses descendants, n'en fut pas moins le comte de Vaux dans la vie courante, puisqu'il habitait Vaux, quand ce ne fut pas le comte d'Aubeterre.
Lorsqu’en 1720, un incendie ravage le château, n’épargnant que la chapelle, il en décide la reconstruction d'un nouveau, comme en témoigne un marché de couverture daté de 1723. Les travaux excèdent ses possibilités financières car lors de sa mort, trois ans plus tard, ses créanciers imposent un bail judiciaire du domaine. Son fils Jean-Jacques, second comte de Jully, est chambellan de l’empereur Charles VII, puis capitaine des gardes de l'électeur de Bavière. Il ne réside que rarement en Champagne et, vers 1750, cède le domaine à son beau-frère, Claude-Joseph de La Rue, comte de Mareilles, qui fait achever les travaux. En 1760, le marquis de Montmort, lieutenant général des armées du Roi, achète Vaux et Jully.
En 1679, le montant du rôle de la taille de la communauté est de 7 717 livres pour 71 contribuables. Sont exempts, Jean-Baptiste d'Aubeterre, écuyer est de seigneur du village et de Vaux. Charles d'Aubeterre, écuyer et le curé.

#### XVIIIesiècle
En 1740, le seigneur du village est Jean Paillot III (?-20 mai 1741) "Écuyer, Seigneur de Boiscarré, de Fouchères, de Fralignes, de Courtenot [...]. Conseiller-procureur du Roy en l'Election & ancien Maire de Troyes, & subdélégué de l'Intendance de Champagne, au Département de cette Ville, & de Dame Anne BERTRAND sa femme".
Il semble que le village soit détenu en coseigneurie car il est fait également mention parmi les exempts de taxe de Messire Jacques d'Aubeterre, chevalier, seigneur de Fouchères. Est fait également mention du curé et de demoiselle Henriette Vosdé, veuve de M. Charles d'Aubeterre.
Pierre-Jean Paillot, écuyer, seigneur de Fouchères né le 31 janvier 1716 a épousé en 1748 demoiselle N. Berthelin, dame d'Allemans & de Saint-Thibaut.
En 1764, il est écrit que le village ne compte que 6 feux.
En 1769, les exempts sont M. de Saint-Aubin, prieur ; M. Paillot ; Madame la comtesse de Lanty et M. le marquis de Montmort.
En 1783, le montant du rôle est de 1 514 livres et 5 sols pour 106 contribuables.

En 1784, le village est décrit ainsi:
"Fouchères, Fulcheriae. À cinq lieues sud-est de Troyes, sur la Seine; 75 foyers pour 230 communians; fête patronale; la Nativité de la Sainte-Vierge à la présentation de l'abbé de Molême; décimateur, le prieuré du lieu, les chanoines de Juilly-le-Châtel; & de trois ans en trois ans, M. le marquis d'Argenteuil pour un canton, au vingt-septième compte, & au vingt-e-unième pour le vin. Il y avait autrefois un monastère, dont il reste aujourd'hui un prieuré à la collation de l'abbé de Molême. L'évêque y a droit de visite & procuration. Hammeau & château de Vaux, qui a essuyé un incendie en janvier 1776. Bailliage ducal d'Aumont, grenier à sel, poste de Bar-sur-Seine, & autres juridictions de Troyes. Seigneur, M. de Montmaur."
En 1787, le village compte 102 feux pour 376 habitants. Une pétition est adressée au roi pour reconstruire le pont.

### Époque contemporaine
À la Révolution, la seigneurie appartenait à François Rémond, marquis de Montmort. Une assemblée primaire de rédaction des cahiers de doléances eut lieu le 13 mars 1789 à Fouchères sous la présidence du prévôt royal de Fouchères, Joseph-Nicolas Mullet. Le village compte alors 115 feux.
En 1814, durant la bataille de Laubressel, le village est un avant-poste du Ve Corps de cavalerie d'Édouard Jean Baptiste Milhaud. Il marquait la ligne de front avec les Coalisés. Par la suite le prince Maurice de Liechtenstein s'y replie.
Au XIXe, le château de Vaux (construit entre 1720 et 1740) fut acheté par Maupas, préfet de police.

Durant la Seconde Guerre mondiale, le village voit des affrontements entre les Alliés et les soldats allemands:
"[Le] capitaine Victor Lejeune n'a pas de liaison avec les troupes US. Lejeune a son PC au château de Vaux construit au sud de Fouchères, commune traversée par la RN71. La mission est de garder les barrages dressés entre Fouchères et Virey-sous-Bar. Le 27, pendant que la cavalerie US franchissait la Seine sur sa gauche, Lejeune envoyait des patrouilles sur la rive nord…"

### Passé ferroviaire de la commune
|  |  |  |

De 1882 au 2 mars 1969, la commune de Fouchères a été traversée par la ligne de chemin de fer de Troyes à Gray, qui, venant du nord-ouest de la gare de Saint-Parres-lès-Vaudes, suivait la rive gauche de la Seine, traversait le village, s'arrêtait à la gare de Fouchères et, après avoir franchi la Seine, se dirigeait ensuite vers la gare de Courtenot-Lenclos. 

Les bâtiments de la gare sont encore présents de nos jours, impasse de la gare.

L'horaire ci-dessus montre qu'en 1914, quatre trains s'arrêtaient chaque jour à la gare dans le sens Troyes-Gray et quatre autres dans l'autre sens.

À une époque où le chemin de fer était le moyen de déplacement le plus pratique, cette ligne connaissait un important trafic de passagers et de marchandises. 
	
À partir de 1950, avec l'amélioration des routes et le développement du transport automobile, le trafic ferroviaire a périclité et la ligne a été fermée le 2 mars 1969 au trafic voyageurs puis désaffectée.

## Vestiges préhistoriques et antiques
- Occupation durant le paléolithique[51].
- Voie romaine reliant Langres à Troyes.
- Substructions antiques au lieu-dit la Varie[52], poteries antiques. Cyrille Viegeot indique à ce sujet que "...dans le lit de la vieille Seine et sur l'ancienne voie Romaine. Çà et là, on a retrouvé des fondations, des caves, des puits et différents objets de l'époque Gallo-Romaine: des poteries, spécialement deux petits chevaux de bronze qui sont déposés au Musée de Troyes.[...] Des armes de pierre, particulièrement des haches à éclat ont été trouvées dans Fouchères[53]."[54]
- Fontaine aux (des) dames, nommé ainsi parce que selon une légende locale, de nobles dames s'y seraient englouties avec leur chars (carosses), pendant une nuit sombre, en quittant l'antique voie romaine.

## Architecture civile
- Château de Vaux XVIIIe : château, escalier et rampe en fer forgé, grilles d'entrée (M ) ; communs, pigeonnier et allée d'accès (IMH) (centre d'adolescentes inadaptées dans les communs). Remplaçant une ancienne maison seigneuriale brûlée au début du XVIIIe siècle.
- Vestiges du canal de la Haute-Seine. Cette portion du canal n'a jamais été mise en service et se voit donc affublée du nom de « canal sans eau ». Pourtant, à Fouchères comme ailleurs une écluse fut construite. Toujours conservée, elle est devenue une habitation.
- Ancienne gare ferroviaire.
- Ancien moulin (attesté en 1188) reconvertit en centrale hydroélectrique en 1925 par l'ingénieur Assan Dini pour le financement de l'astronomie française.
- Relais de poste construit au XVIe siècle, ancien hôtel de l'Ecu de France. Il devient au XVIIIe siècle l’hôtellerie du Cheval Noir et en 1828 "La Boule d'Or".

### Ponts
- Ancien pont du XIIIe siècle (détruit). 1516 : la ville de Troyes fait réparer le pont. Elle fait par corvées « détraper la rivière pour asseoir les piles du vannage »[55]. Par sentence du bailliage de Troyes rendue le 3 février 1517, le prieur de Fouchères est seulement tenu de l'entretien et de la réparation des vannes et vannage de Fouchères et les Maires et Echevins de Troyes des réparations des piliers faits en la rivière de la Seine pour la navigation[56]. 1561 réparation du pont par le prieur et la ville de Troyes. Dans ce pont se trouvaient les armes du prieur Elion d'Amoncourt[3]. Entre les années 1186 et 1209, il est fait mention d'un moulin situé sur la Seine et nommé moulin du Pont de fouchères, appartenant au prieuré de cette paroisse, dépendant de l'abbaye de Molesme. En 1517 il est fait mention de trois moulins à Fouchères: un moulin à blé, un moulin à papier et un autre à fouler le chanvre[57].

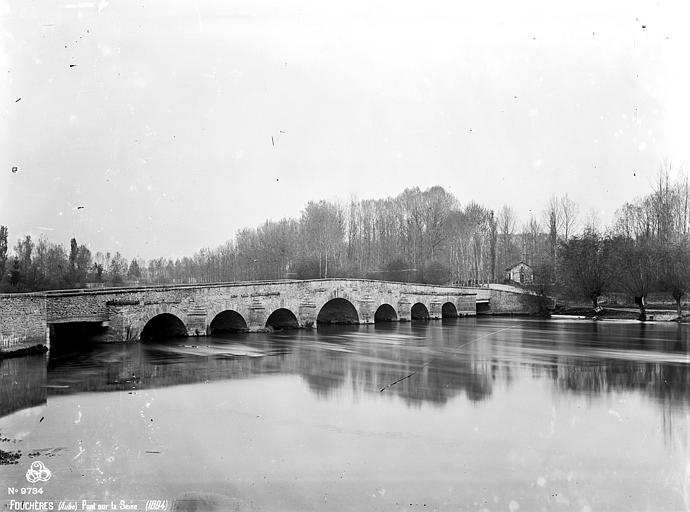
Ancien pont classé aux MH. Détruit.

- Ancien pont classé aux MH. Détruit.Ancien pont du XVIIIe siècle (détruit). "Bâti plusieurs centaines de mètres en amont de l'ancien pont qui a été détruit en 1694, et dont il subsiste à peine quelques traces visibles pendant les basses eaux, [le pont de Fouchères sur la Seine] a eu pour architecte l'ingénieur de La Force. Le devis daté de 1733, le plan et l'élévation produits à l'appui existent encore aux archives de l'ingénieur en chef des ponts et chaussées de l'Aube. En juin 1738, on commençait à y travailler, nous dit une lettre du subdélégué de Troyes à l'intendant de Champagne ; le procès-verbal de réception est daté du 20 avril 1740; les arches de bois qui se trouvent aux extrémités étaient construites en 1758."  En 1854, ce pont semble alors constitué de 11 arches. Comme indiqué ci-dessus, 2 ont été coupées et remplacées par des arches en bois[58].
- Pont sur la Seine actuel.

## Architecture sacrée
- Église* XIIe (MH) : portail à chapiteaux historiés, dont un représentant un miracle de saint Bernard, mausolée très restauré XIXe d'Hélion d'Amoncourt* prieur de Fouchères XVIe, ex-voto présumé de croisé XVe/XVIe, croix de procession en argent XVIe, statues* XVIe, vitrail XVIe, enfeu de René d'Amoncourt, curé de Dinteville 1605[59].Statue de la Vierge.Prieuré au XIXe siècle.

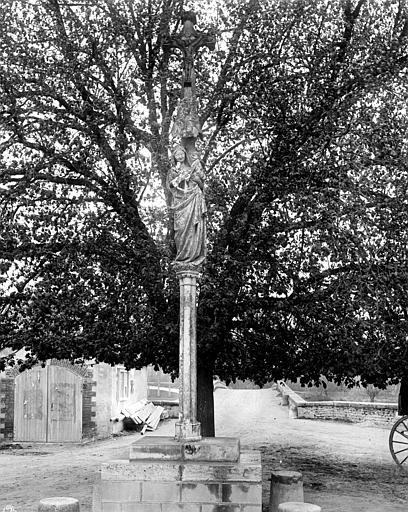
Statue de la Vierge.

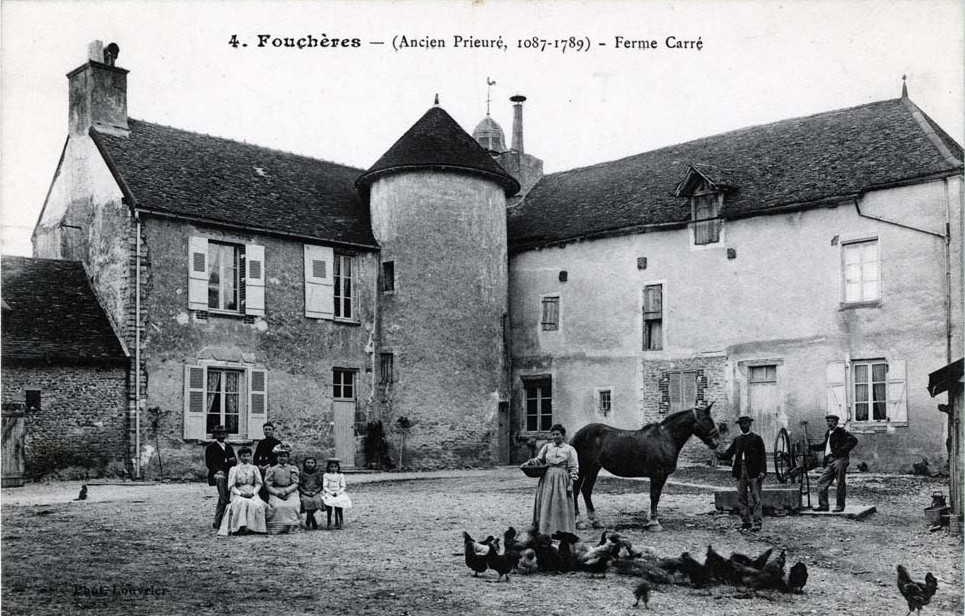
Prieuré au XIXe siècle.

- Ancien prieuré fondé par Robert de Molesme vers 1084, détruit pendant la guerre de cent ans. Il fut reconstruit au XVIe siècle par Hélion d'Amoncourt. Il rest aujourd'hui, tour, cellier, grande salle, cheminée avec écusson ; colombier.
- Croix de cimetière en fer (IMH).
- Croix de carrefour portant une vierge champenoise XIVe (MH), restaurée XIXe, au bout du pont. Cette croix fut élevée aux frais des habitants comme démonstration de leur dévotion[60].
- Monument aux morts pour la France.

## Sites
Le géologue Alexandre Leymerie décrit en 1846 le site de Fouchères dans son ouvrage:
"Sol [du] néocomien sous lequel on voit poindre en quelques endroits bas, le calcaire [du] jurassique. Le terrain de gravier et de détritus occupe le fond de la vallée et s'élève même, à droite et à gauche, sur les côtes jusqu'à une certaine hauteur. Le terrain néocomien qui constitue essentiellement les collines, est couronné par des sables blancs et jaunes très difficiles à classer. Puits ayant de 7 à 10 m de profondeur. Ils traversent la grève pour atteindre tantôt un calcaire gris, tantôt une couche assez épaisse d'argile jaune et bleue, état de choses assez anormal. Le niveau de ces puits paraît suivre les variations de celui de la rivière; il est très bas dans la saison sèche. Quelques petites sources. La commune possède un grand nombre de carrière ouvertes dans le calcaire néocomien, qui présente là un grain assez fin et qui prend même quelquefois les structures sub-lamellaire et sub-saccharoïdes. Ce calcaire, qui résiste parfaitement à la gelée, est employé dans les environs, sous le nom de pierre ou roche de Fouchères, pour la construction des habitations, au moins pour les assises à fleur de terre; mais ce n'est pas là son principal usage; il est utilisé surtout comme pierre à chaux. Jusqu'à ces derniers temps, cette fabrication de la chaux se faisait exclusivement à Fouchères même, au moyen de petits fours construits près des carrières. Ces carrières sont situées au S.-S.-O. du village sur la colline, tout le long et au-dessous de la lisière du bois.
Deux tuileries exploitant toutes les deux les argiles bigarrées, l'une ferrière le château de Vaux, et l'autre sur le penchant de la colline qui domine le village au sud. Le terrier de celle-ci présente une argile jaunâtre superposée à une autre couche argileuse d'un bleu clair mêlé de rouge, dont elle est séparée par un lit mince de grès dur feuilleté qui contient quelquefois des fossiles. Cette argile est plus difficile à travailler que le gault. Dans la vallée, plusieurs gravières qui ont été presque abandonnées depuis qu'on n'emploie plus, pour l'entretien de la route royale, que le calcaire jurassique de Virey-sous-Bar.
Les constructions se font en pierre du pays et en terre de route mêlée d'un peu de chaux. On entretient les chemins avec des pierrailles et de la grève, et la route avec du calcaire jurassique. Le long de la rivière existe une bonne lande, peu grèveuse en général. Le flanc des collines présente des terres fortes souvent mêlées de grève. Le sol des plateaux est sableux et presque stérile.
[Le calcaire de Fouchères est renommé. Il] présente à peu près l'allure de celui des environs de Vendeuvre, excepté cependant qu'on y observe des couches assez réglées et continues même dans la partie supérieure. Une particularité de cette roche consiste en ceci, qu'elle passe par places à un calcaire saccharoïde contenant lui-même des géodes de spath calcaire cristallisé, circonstance qui paraît tenir à la présence des polypiers qu'on y rencontre assez souvent. On y trouve la plupart des fossiles propres à cet étage. Une des espèces dominantes est un spondyle que l'on ne rencontre guère que dans cette partie du département. Il s'y présente aussi des baguettes d'oursins et des portions du cidarites marginatus Goldfuss."

## Ressources et productions
- Polyculture, agriculteurs, maraîchers,
- Brasserie La Roof,
- Anciennement la porcelaine de Fouchères[63],
- Une société de déménagement,
- Quatre gites ruraux,
- Une station service,
- Un garage,
- Un salon de coiffure,
- Une société d'installation d'équipements thermique et climatisation,
- Un bar-tabac,
- Un paysagiste.

## Équipements
- Une mairie, aménagée en 1991-1992 dans l'ancien presbytère. Ce dernier fût construit par l'abbé Nérot (1710-1741) et réaménagé en 1845.
- Deux lieux de dépôt du verre et du papier
- Stade de football,
- Point lecture,
- Salle polyvalente,
- Cimetière,
- École primaire Lucien-Villemin, partie intégrante du regroupement pédagogique des communes de Fouchères, Chappes et Villemoyenne, Réaménagée en 1920 et 1992, elle repose sur la maison Meunier-Morée achetée à cet effet en 1836.
- Une cantine scolaire,
- Une garderie,
- Une section de sapeurs-pompiers.

## Transports
BAS 21; Direction Troyes; FOUCHERES - MAIRIE/EGLISE LMMJVS 6:35 /  LMMJV 19:12 /  S 18:42
BAS 25 (période scolaire et non scolaire); Direction Troyes; FOUCHERES - MAIRIE/EGLISE LMMJVS 7:15, 9:35 et 16:50
Direction Bar sur Seine; FOUCHERES - MAIRIE/EGLISE LMMJVS 9:00; 13:25 et 18:40

## Événements & Animations
- Feu d'artifice bisannuel à l'occasion de la fête nationale ;
- Opération « Berges Saines » ;
- L'association Fouchères, Loisirs, Animation et Culture, communément appelée « la Flac » a pour objectif l'animation du village et programme des sorties culturelles à l'extérieur ;
- Atelier de peinture de Fouchères ;
- L'association Fouchères Patrimoine ;
- Le château de Vaux propose plusieurs événements sur l'année en plus de l'ouverture saisonnière aux visites. Ainsi le château accueille une « murder party géante » tous les vendredis soir de juin, juillet et août. Également, le festival Chasse & Campagne se déroule début août de chaque année depuis 2017 avec feu d'artifice. Enfin, une « chasse aux œufs géante » à l'occasion des fêtes pascales.

## Démographie
L'évolution du nombre d'habitants est connue à travers les recensements de la population effectués dans la commune depuis 1787. Pour les communes de moins de 10 000 habitants, une enquête de recensement portant sur toute la population est réalisée tous les cinq ans, les populations de référence des années intermédiaires étant quant à elles estimées par interpolation ou extrapolation. Pour la commune, le premier recensement exhaustif entrant dans le cadre du nouveau dispositif a été réalisé en 2006.

En 2022, la commune comptait 507 habitants, en évolution de −3,61 % par rapport à 2016 (Aube : +0,7 %, France hors Mayotte : +2,11 %).
| 1787 | 1793 | 1800 | 1806 | 1821 | 1831 | 1836 | 1841 | 1846 |
| ---- | ---- | ---- | ---- | ---- | ---- | ---- | ---- | ---- |
| 365  | 482  | 456  | 535  | 502  | 539  | 590  | 612  | 600  |

| 1851 | 1856 | 1861 | 1866 | 1872 | 1876 | 1881 | 1886 | 1891 |
| ---- | ---- | ---- | ---- | ---- | ---- | ---- | ---- | ---- |
| 619  | 578  | 574  | 539  | 502  | 502  | 484  | 432  | 399  |

| 1896 | 1901 | 1906 | 1911 | 1921 | 1926 | 1931 | 1936 | 1946 |
| ---- | ---- | ---- | ---- | ---- | ---- | ---- | ---- | ---- |
| 404  | 394  | 403  | 414  | 358  | 413  | 414  | 363  | 358  |

| 1954 | 1962 | 1968 | 1975 | 1982 | 1990 | 1999 | 2006 | 2011 |
| ---- | ---- | ---- | ---- | ---- | ---- | ---- | ---- | ---- |
| 380  | 350  | 332  | 313  | 386  | 414  | 450  | 469  | 533  |

| 2016 | 2021 | 2022 | - | - | - | - | - | - |
| ---- | ---- | ---- | - | - | - | - | - | - |
| 526  | 516  | 507  | - | - | - | - | - | - |

## Lieux et monuments

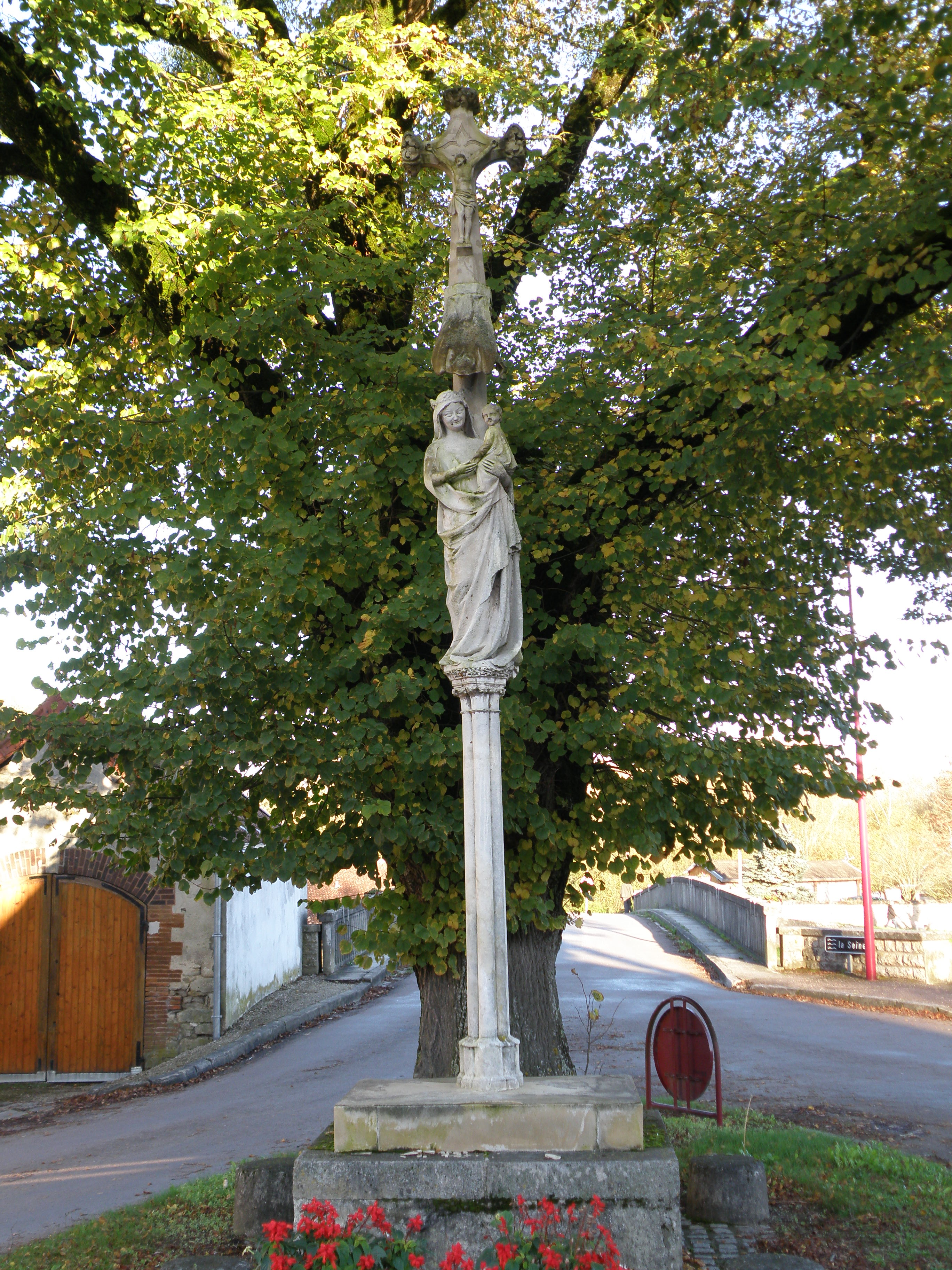
La croix de carrefour représentant la Vierge.

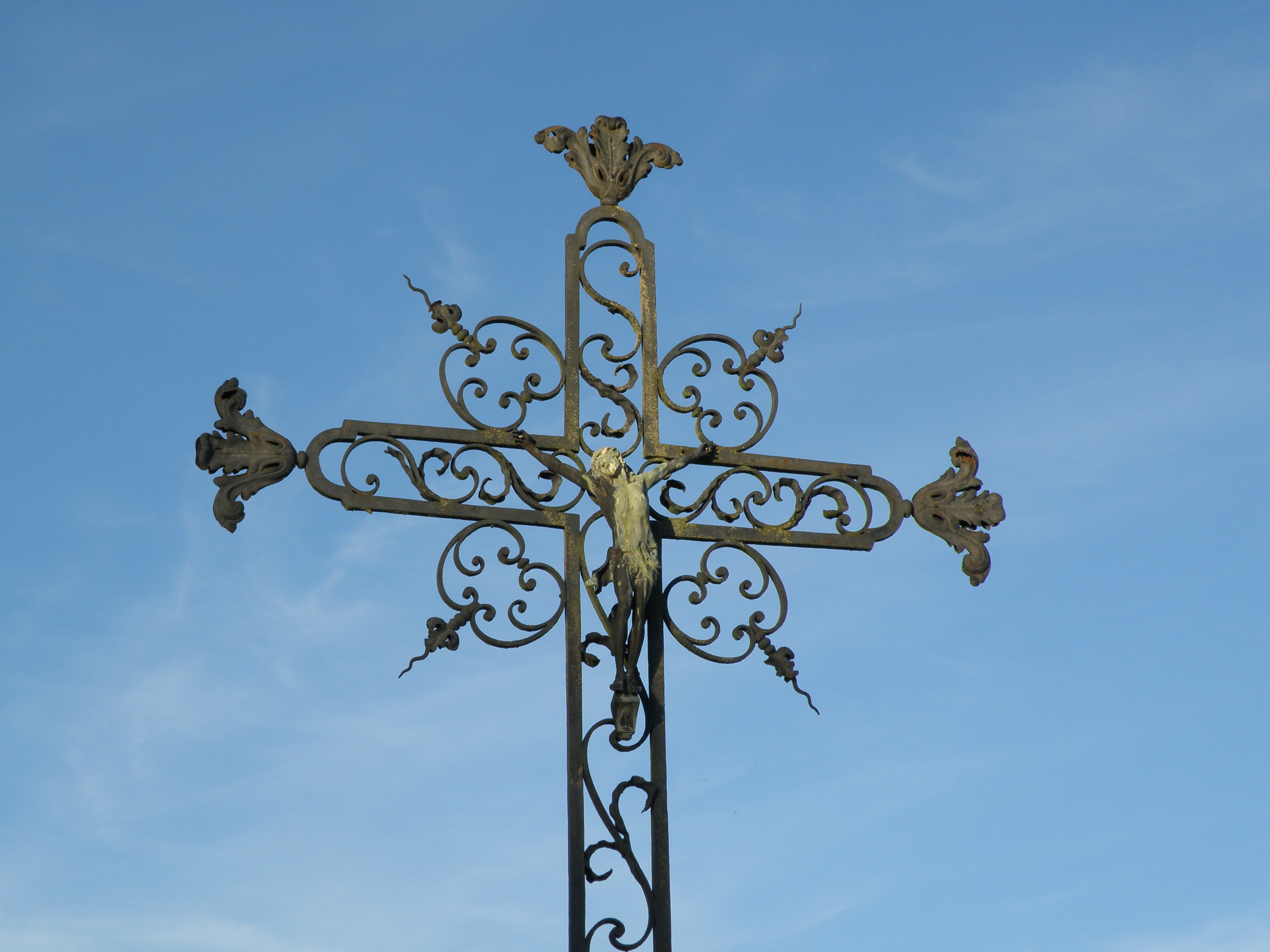
Croix du cimetière.

- L'église de la Nativité-de-la-Sainte-Vierge fait l'objet d’un classement au titre des monuments historiques par la liste de 1840[72],[73].
- Le château de Vaux, privé -  Classé MH (1980).
- La croix de carrefour.
- La croix de cimetière.

## Personnalités liées à la commune

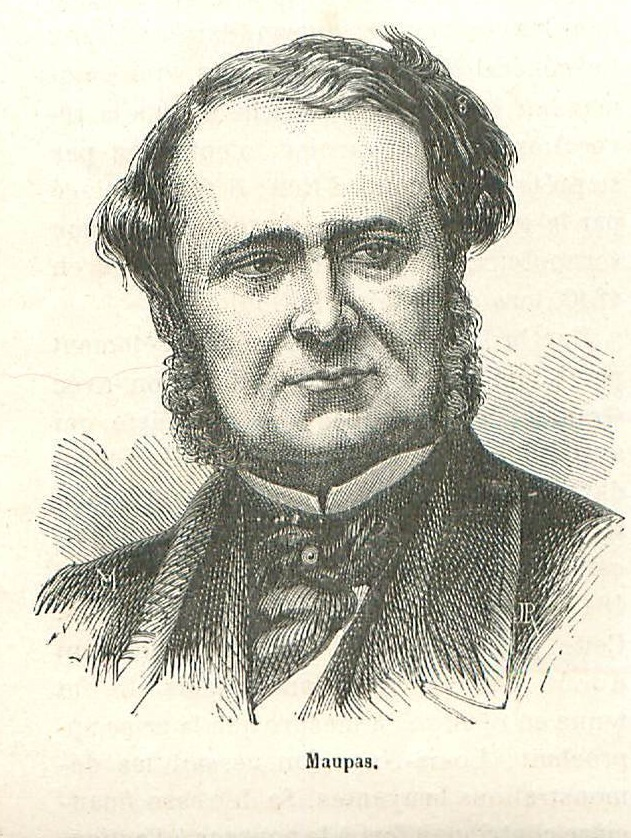
Charlemagne Emile de Maupas.

- Charlemagne Émile de Maupas, né à Bar-sur-Aube (Aube) le 8 décembre 1818, mort à Paris le 18 juin 1888, est un homme politique français. Avec Morny, Persigny et le général de Saint-Arnaud, Maupas est l’organisateur des forces de police et militaires parisiennes lors du coup d'État du 2 décembre 1851 pour le compte de Louis-Napoléon Bonaparte, futur Napoléon III. Sénateur, à Fouchères il est également lieutenant de louveterie[74].
- Des sœurs de la Providence sont établies à Fouchères en 1868[Où ?][75].

## Héraldique
Le blason de la ville est créé en 1999 avec l'aide de la commission héraldique de la société académique.
|  | Les armes de la ville se blasonnent ainsi : De sinople au pont de trois arches d’or maçonné de sable, mouvant des flancs, posé sur des ondes d’argent mouvant de la pointe, surmonté d’un écusson cousu de gueules au sautoir d’or. |

On reconnait en inclusion supérieur une référence à la famille de Molé, seigneurs de Fouchères au XVIe siècle. La partie inférieure fait référence au pont disparu, pour son architecture. Elle évoque également la séparation du village en deux sections traversées par la Seine.